# Dietrich V. (Holland)

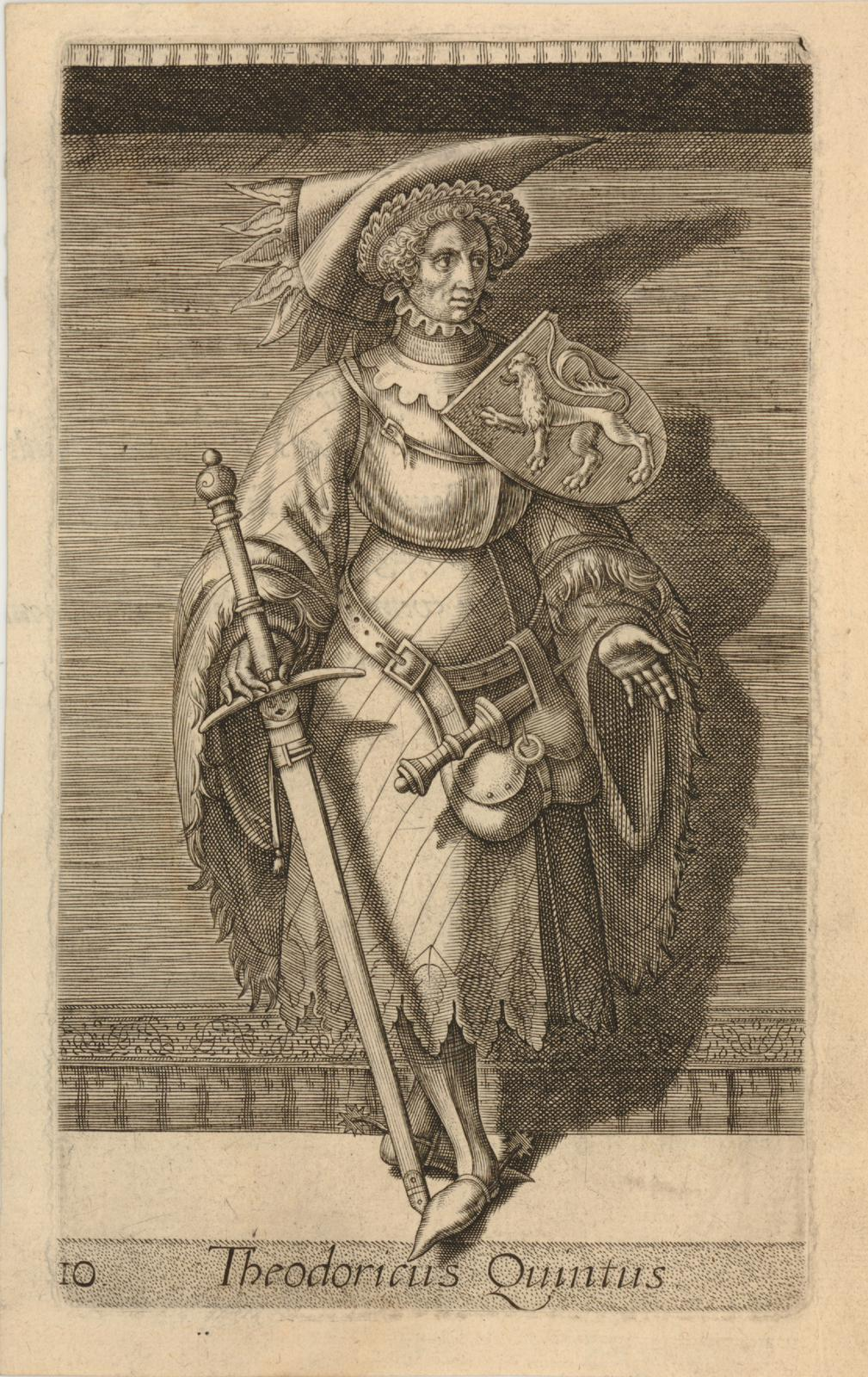
Dietrich V., ahistorische Phantasiedarstellung 1586

Dietrich V. von Holland (* 1053; † 17. Juni 1091) war Graf von Holland.
Er war der Sohn des Grafen Florenz I. von Holland und Gertrud von Sachsen, Tochter Herzog Bernhards II.
Beim Tod seines Vaters 1061 folgte er diesem als Graf von Holland. Da er noch minderjährig war, stand er zunächst unter der Vormundschaft seiner Mutter Gertrud beziehungsweise, als diese bald nachher erneut heiratete, unter Vormundschaft ihres neuen Gatten Robert des Friesen, des Bruders des Grafen von Flandern und Hennegau. Robert wehrte die Ansprüche des Utrechter Bischofs Wilhelms I. auf das Land ab und gab dem Kaiser Heinrich IV. sämtliche Güter, welche früher dem Utrechter Bischof und jetzt Dietrich gehörten, zurück. Als Robert aber 1070, nach dem Tod seines Bruders, die Herrschaft über Flandern forderte, kam es zum Krieg und Holland wurde von Herzog Godfried IV. von Niederlothringen erobert und als Lehen vom Bischof von Utrecht behalten.
Erst nach der Ermordung von Gottfried und Bischof Wilhelms gelang es Dietrich mit Hilfe von Robert nach längerem Krieg, sein Land zurückzugewinnen. In der Folgezeit eroberte er weitere Teile Frieslands und scheint von seinen Nachbarn unbehindert weiter geherrscht zu haben, bis er 1091 starb.
Er heiratete, wie viele seines Adelsgeschlechtes, eine sächsische Prinzessin, nämlich Othelhilde.
Sein Sohn und Nachfolger Florens II., war der erste Graf der sich, 1101, Graf von Holland, („Comes Holtlandensis“) nannte.